# Hollingsworth
Hollingsworth är ett efternamn med engelskt ursprung. 

## Kända personer med detta efternamn
- Adam Hollingsworth (f1969-), amerikansk politiker
- Alvin Hollingsworth (1928-2000), amerikansk konstnär
- Andrew Hollingsworth (1979-), engelsk kricketspelare
- Ben Hollingsworth (actor) (1984-), kanadensisk skådespelare
- Ben Hollingsworth (soccer) (1982-), amerikansk fotbollsspelare
- Bonnie Hollingsworth (1895-1990), amerikansk basebollspelare
- David Hollingsworth (1844-1929), amerikansk kongressledamot
- Dean Hollingsworth (1961-), skådespelare från Guernsey
- Dennis Hollingsworth (1967-), amerikansk politiker
- Don Hollingsworth (1932-), kanadensisk fotbollsspelare
- J. Rogers Hollingsworth (1932-), amerikansk historiker och sociolog
- Kim Hollingsworth (1966-), australisk strippa och polis
- Mark Hollingsworth Jr. (1954-), amerikansk biskop